# 原田剛
原田 剛（はらだ つよし、1956年 - ）は、中央大学法学部の教授。専門は民事法。学位は法学博士(京都大学)。

## 学歴
- 1979年3月 - 大阪市立大学法学部　卒業
- 1994年3月 - 京都大学法学研究科民刑事法専攻修士修了
- 1997年3月 - 京都大学法学研究科民刑事法専攻博士後期単位取得満期退学

## 経歴
- 1997年4月 - 1998年3月　　京都大学法学部助手
- 1988年4月 - 2000年3月　　奈良産業大学法学部専任講師
- 2000年4月 - 2003年3月　　奈良産業大学法学部教授
- 2003年4月 - 2007年3月　　成城大学法学部教授
- 2007年4月 - 2015年3月　　関西学院大学法学部教授
- 2015年4月 - 現在　　　　　 中央大学法学部教授[2]

## 所属学協会
- 1999年4月 - 現在　 日本私法学会

## 社会貢献活動
- 2001年4月 - 2003年3月　　奈良県生駒市平群町情報公開審査会委員(会長職務代理)
- 2002年4月 - 2003年3月　　奈良県生駒市平群町個人情報保護審査会委員(会長職務代理)
- 2008年4月 - 2009年3月　　尼崎市市民生活相談員
- 2008年9月 - 現在　　　　　 一般社団法人日本知的財産協会研修講師

## 研究発表
- 2000年4月  注文者の瑕疵修補請求権について―ドイツの判例・学説を手掛かりとして　日本私法学会
- 2012年11月 　報告：共同不法行為法の解釈について 　日本交通法学会関西支部
- 2013年3月　 共同不法行為法の解釈中国清華大学法学院にて講演（通訳）
- 2013年3月　共同不法行為法の解釈中国北京理工大学法学院にて講演（通訳）
- 2014年5月 　個別報告日本交通法学会第４５回定期総会におけるシンポジウム

## 著書
- 2006年3月20日 『請負における瑕疵担保責任』　　成文堂
- 2009年1月20日 『請負における瑕疵担保責任(補訂版)』　成文堂
- 2012年2月10日 『共同不法行為法論』　成文堂
- 2017年11月10日 『売買・請負における履行・追完義務』　成文堂
- 2021年10月1日　『債権各論講義』成文堂
- 2024年8月10日　『債権総論講義』成文堂